# C.J. Wilson (actor)
Charles Joseph Wilson, más conocido como C.J. Wilson, es un actor estadounidense de cine, teatro y televisión, reconocido por su participación en películas como The Trial of the Chicago 7, A Vigilante y Manchester by the Sea, y en series de televisión como Law & Order, Homeland y Bull.

## Filmografía destacada

### Cine
- 2020 - The Trial of the Chicago 7
- 2018 - A Vigilante
- 2016 - Manchester by the Sea
- 2015 - The Intern
- 2015 - Demolition

### Televisión
- 2002 - Law & Order: Special Victims Unit
- 2017 - Homeland
- 2018 - Bull

### Teatro
- Hold on to Me Darling[3]
- Medieval Play[4]